# Odontocolon punctatum
Odontocolon punctatum är en stekelart som först beskrevs av Joseph Augustine Cushman 1930.  Odontocolon punctatum ingår i släktet Odontocolon och familjen brokparasitsteklar. Inga underarter finns listade i Catalogue of Life.